# Pemphigus diani
Pemphigus diani är en insektsart. Pemphigus diani ingår i släktet Pemphigus och familjen långrörsbladlöss. Inga underarter finns listade i Catalogue of Life.